# Aenictus hottai
Aenictus hottai é uma espécie de formiga do gênero Aenictus.